# Ingerana
Ingerana é um género de anfíbio anuro pertencente família Ranidae.

## Espécies
- Ingerana alpina (Huang & Ye, 1997)
- Ingerana baluensis (Boulenger, 1896)
- Ingerana liui (Yang, 1983)
- Ingerana mariae (Inger]], 1954
- Ingerana medogensis (Fei, Ye & Huang, 1997)
- Ingerana reticulata (Zhao & Li, 1984)
- Ingerana sariba (Shelford, 1905)
- Ingerana tasanae (Smith, 1921)
- Ingerana tenasserimensis (Sclater, 1892)
- Ingerana xizangensis (Hu In Sichuan Institute of Biology Herpetology Department, 1977)